# Opactwo terytorialne Einsiedeln
Opactwo terytorialne Einsiedeln (łac. Abbatia Territorialis Einsiedlensis) – opactwo terytorialne Kościoła katolickiego, zakonu benedyktynów, w Szwajcarii, bezpośrednio podlegające Stolicy Apostolskiej.

## Terytorium
Opactwo ma status diecezji intra muros, obejmuje więc tylko teren klasztoru w miejscowości Einsiedeln w kantonie Schwyz.
Jurysdykcji opata podlegają wyłącznie zakonnicy i osoby duchowne jako rezydenci. Kościół klasztorny jest jednocześnie kościołem parafialnym, a sama parafia pod względem duszpasterskim podlega diecezji Chur. Opat ma prawo wyznaczenia proboszcza i wikariuszy, którzy wymagają formalnego zatwierdzenia przez biskupa diecezjalnego.
Opat jest członkiem konferencji episkopatu Szwajcarii, mimo że nie posiada sakry biskupiej. Z tego względu nie może pełnić funkcji przewodniczącego lub wiceprzewodniczącego.

## Kościół klasztorny
Kościół klasztorny w obecnej formie, wzniesiono w 1719 na polecenie ówczesnego opata, Thomas Schenklin, i został zbudowany według projektu Caspara Moosbruggera, architekta i benedyktyna.
Budynek wybudowano w stylu barokowym i rokokowym z jedną nawą, zwieńczony kopułą, w centrum kościoła stoi kaplica Czarnej Madonny,
Jest to jeden z najważniejszych przykładów niemieckiego rokoka.

## Historia
Na terenie, gdzie obecnie znajduje się opactwo, pustelnik św. Medard († 861) wybudował kaplicę.
Opactwo terytorialne zostało zbudowane w 934 przez Everarda, który był pierwszym opatem. W okresie średniowiecza opactwo było ważnym przystankiem wzdłuż Drogi Świętego Jakuba; w XIV wieku stało się z kolei miejscem pielgrzymek do posągu Czarnej Madonny. Obecny pomnik, późnogotycki, pochodzi z połowy XV wieku, zastąpił wcześniejszą romańską figurę.
Jest to najważniejsze sanktuarium maryjne w Szwajcarii.

## Lista opatów
- Everard, O.S.B. † (934–958)
- bł. Thietland, O.S.B. † (958–964)
- bł. Gregor, O.S.B. † (964–996)
- Wirunt, O.S.B. † (996–1026)
- Embrich, O.S.B. † (1026–1051)
- Hermann I, O.S.B. † (1051–1065)
- Heinrich I, O.S.B. † (1065–1070)
- Beato von Wolhusen, O.S.B. † (1070–1090)
- Rudolf I, O.S.B. † (1090–1101)
- Gero, O.S.B. † (1101–1122)
- Wernher I, O.S.B. † (1122–114])
- Rudolf II, O.S.B. † (1142–1171)
- Wernher II von Toggenburg, O.S.B. † (1173–1192)
- Ulrich I von Rapperswil, O.S.B. † (1192–1206)
- Bertold von Waldsee, O.S.B. † (1206–1213)
- Konrad I von Thun, O.S.B. † (1213–1233)
- Anselm von Schwanden, O.S.B. † (1233–1266)
- Ulrich II von Winneden, O.S.B. † (1267–1277)
- Peter I von Schwanden, O.S.B. † (1277–1280)
- Heinrich II von Güttingen, O.S.B. † (1280–1299)
- Johannes I von Schwanden, O.S.B. † (1299–1327)
- Johannes II von Hasenburg, O.S.B. † (1327–1334)
- Konrad II von Gösgen, O.S.B. † (1334–1348)
- Heinrich III von Brandis, O.S.B. † (1348–1357)
- Nikolaus von Gutenberg, O.S.B. † (1357–1364)
- Markwart von Grünenberg, O.S.B. † (1364–1376)
- Peter II von Wolhusen, O.S.B. † (1376–1386)
- Ludwig I von Thierstein, O.S.B. † (1387–1402)
- Hugo von Rosenegg, O.S.B. † (1402–1418)
- Burkard von Krenkingen-Weissenburg, O.S.B. † (1418–1438)
- Rudolf III von Hohensax, O.S.B. † (1438–1447)
- Franz von Hohenrechberg, O.S.B. † (1447–1452)
- Gerold von Hohensax, O.S.B. † (1452–1469)
- Konrad III von Hohenrechberg, O.S.B. † (1480–1526)
- Ludwig II Blarer, O.S.B. † (1526–1544)
- Joachim Eichhorn, O.S.B. † (1544–1569)
- Adam Heer, O.S.B. † (1569–1585)
- Ulrich III Wittwiler, O.S.B. † (1585–1600)
- Augustin I Hofmann, O.S.B. † (1600–1629)
- Plazidus Reimann, O.S.B. † (1629–1670)
- Augustin II Reding, O.S.B. † (1670–1692)
- Raphael Gottrau, O.S.B. † (1692–1698)
- Maurus von Roll, O.S.B. † (1698–1714)
- Thomas I Schenklin, O.S.B. † (1714–1734)
- Nikolaus II Imfeld, O.S.B. † (1734–1773)
- Marian Müller, O.S.B. † (1773–1780)
- Beat Küttel, O.S.B. † (1780–1808)
- Konrad IV Tanner, O.S.B. † (1808–1825)
- Cölestin Müller, O.S.B. † (1825–1846)
- Heinrich IV Schmid, O.S.B. † (1846–1874)
- Basilius Oberholzer, O.S.B. † (1875–1895)
- Columban Brügger, O.S.B. † (1896–1905)
- Thomas d'Aquino Bossart, O.S.B. † (1905–1923)
- Ignaz Giuseppe Tommaso Staub, O.S.B. † (1923–1947)
- Benno Walter Gut, O.S.B. † (1947–1959)
- Rainmund (Franz Julius) Tschudy, O.S.B. † (1959–1969)
- Georg (Karl Maria) Holzherr, O.S.B. † (1969–2001)
- Martin (Stefan) Werlen, O.S.B. (2001–2013)
- Urban Federer, O.S.B. (od 2013)